# Језеро Накацуна
Језеро Накацуна је језеро у Јапану у префектури Нагано. Језеро се налази у близини града Омачи. Накацуна је једна од "три језера Нишина" која укључују Језеро Аоки и Језеро Кизаки.